# Лев Нарбонский
Лев Нарбонский (Лев из Нарбона; лат. Leo; умер не ранее 484) — галло-римлянин на службе королей вестготов Эйриха и Алариха II.

## Биография
О Льве Нарбонском сообщается в трудах нескольких позднеантичных и раннесредневековых авторов: сочинениях Сидония Аполлинария, «Житии Епифания» Магна Феликса Эннодия и «О славе мучеников» Григория Турского.
Родным городом Льва был Нарбон. Он происходил из знатного сенаторского галло-римского рода. Одним из его предков был живший во II веке Марк Корнелий Фронтон. Лев получил отличное для того времени образование, достигнув особенных успехов в юриспруденции.
Первые датированные сведения о Льве Нарбонском относятся к периоду между 460 и 468 годами. Тогда он жил в Нарбоне и имел титул vir spectabilis. В документах 474—477 годов Лев уже упоминается как приближённый короля Эйриха. При дворе правителя вестготов в Тулузе он имел полномочия ближайшего к монарху советника (лат. consiliarius). В «Житии Епифания» сообщается, что Лев тогда был «советником короля, управляющим и судьёй» (лат. «consiliorum principis et moderator et arbiter»). Сидоний Аполлинарий сообщал, что Лев писал речи и дипломатические послания для монарха. Льва называют одним из основных авторов обнародованного около 475 года первого письменного свода законов Вестготского королевства — «Кодекса Эйриха». На правах доверенного лица короля вестготов в 474 или 475 году Лев принимал возглавлявшееся епископом Тицина Епифанием посольство правителя Западной Римской империи Юлия Непота. Таким образом, в обязанности Льва входило не только претворение в жизнь внутренней политики Эйриха, но и осуществление внешнеполитической деятельности. Скорее всего, его должностные полномочия объединяли полномочия таких высокопоставленных чиновников Римской империи, как квестор священного дворца и магистр оффиций. Эти данные позволяют считать Льва наиболее высоким по рангу чиновником и, соответственно, одной из влиятельнейших тогда персон Вестготского королевства. Современные нам историки сравнивают положение Льва при дворе Эйриха с тем, какое занимал при короле остготов Теодорихе Великом Кассиодор. Свою должность королевского советника Лев сохранял и в начале правления взошедшего на престол в 484 году Алариха II.
Другом Льва Нарбонского был знатный галло-римлянин Сидоний Аполлинарий. Известно о переписке между этими персонами, часть которой дошла до нашего времени. В письмах упоминается, что Лев был известным поэтом (ни одно из его сочинений не сохранилось), оратором и знатоком законов. В одном из посланий Сидоний Аполлинарий писал, что юридические знания Льва были настолько велики, что в них с ним не смог бы сравниться и знаменитый Аппий Клавдий Цек. Когда Сидоний Аполлинарий после захвата Клермона в 474 или 475 году находился в двухгодичной ссылке, Лев всячески поддерживал изгнанника. Однажды он попросил Сидония Аполлинария создать какое-нибудь сочинение по истории. Однако тот в ответ написал, что Лев сам бы больше подошёл для этого и как историк превзошёл бы самого Тацита. Вскоре, благодаря ходатайству Льва перед Эйрихом, Сидоний Аполлинарий обрёл свободу. В благодарность за то Лев получил от своего друга переведённую тем с древнегреческого языка на латынь «Жизнь Аполлония Тианского» Филострата Старшего.
В отличие от исповедовавших арианство вестготов, Лев был приверженцем ортодоксального христианства. Предполагается, что свои полномочия он, в том числе, использовал и для облегчения жизни своих единоверцев-никейцев. Тем не менее, по утверждению Григория Турского, в конце жизни Лев по Божественной воле ослеп, так как совершил святотатство: в угоду Алариху II он повелел снести верхнюю часть базилики Святого Феликса в Нарбоне. Причиной этого поступка Льва франкский историк называл недовольство вестготского правителя тем, что церковь закрывала Алариху II вид на окрестности из окон королевского дворца. Возможно, с этими событиями связано оставление Львом государственных должностей. Предполагается, что его полномочия перешли к Евдомию или Аниану.